# The Man with the Golden Gun (bog)
The Man with the Golden Gun (Manden med den gyldne revolver) er den trettende James Bond-bog fra Ian Flemings hånd og den sidste historie, han selv skrev om den berømte agent. Den udkom i 1965, året efter Ian Flemings død. Det er uklart, om han nåede at skrive den færdig selv eller om andre personer (f.eks. Kingsley Amis eller William Plomer) har gjort det.
Bogen lagde navn, skurk og enkelte andre elementer til den niende film i EON Productions serie om James Bond.

## Plot
Efter et års fravær vender Bond tilbage til hovedkvarteret hjernevasket af russerne. Her forsøger han at myrde M, hvilket dog mislykkes, og han bliver sendt til behandling. Udskrevet bliver han sendt til Caribien på jagt efter den farlige morder Francisco Scaramanga, Manden med den gyldne pistol.